# Systropus rugosus
Systropus rugosus är en tvåvingeart som beskrevs av Mario Bezzi 1924. Systropus rugosus ingår i släktet Systropus och familjen svävflugor. Inga underarter finns listade i Catalogue of Life.